# La banda de Matt'usalén
La banda de Matt'usalén es una historieta de Mortadelo y Filemón. Aunque la mayoría de los cómic de este dúo de detectives fue dibujado y escrita por Francisco Ibáñez, este fue escrito y dibujado por Jaume Ribera.

## Trayectoria editorial
Esta historieta se serió en la revista mortadelo 3ª época de los números 008 a 014.
Ediciones B  publicó la historieta en un Olé, pero le puso una portada que no tenía relación con la historia.

## Sinopsis
Después de 30 años en la cárcel, el terrible asesino Matt-Usalén, ahora en la tercera edad, decide regresar a la carrera criminal. Mortadelo y Filemón deberán evitar diferentes crímenes mientras el Súper permanece fuera de su puesto: Ofelia y Filemón le sustituirán en un par de capítulos.  